# Merle Dandridge
Pour les articles homonymes, voir Dandridge (homonymie).
Merle Dandridge, née le 31 mai 1975 dans la préfecture d'Okinawa au Japon, est une actrice américano-japonaise.

## Biographie
Merle Dandridge est née le 31 mai 1975 dans la préfecture d'Okinawa, Japon.
Son père était un militaire en service originaire de Memphis et sa mère habitante d'Okinawa. Elle possède des origines afro-américaines par son père et japonaises et coréennes par sa mère.

### Vie privée
Elle a été mariée à Christopher Johnston de 2011 à 2019.

## Carrière
Elle a commencé en tant qu'actrice de théâtre mais a ensuite eu plusieurs rôles à la télévision.
Elle s'est fait connaître dans le domaine du jeu-vidéo pour être la voix d'Alyx Vance dans la version originale du jeu vidéo Half-Life 2 en 2004 (ainsi que ses épisodes en 2006 et 2007), puis pour sa performance en tant que Marlene dans The Last of Us et The Last of Us Part II. Elle reprend son rôle dans l'adaptation télé du jeu, diffusée depuis le 15 janvier 2023 sur HBO.

## Filmographie

### Cinéma

#### Longs métrages
- 2008 : Le Prix du silence (Nothing but the Truth) de Rod Lurie : Celia
- 2022 : Block Party Juneteenth de Dawn Wilkinson : Crystla Maitland

#### Court métrage
- 2018 : Resurrect de Justin Floyd : Alice

### Télévision

#### Séries télévisées
- 2003 : NCIS : Enquêtes spéciales (NCIS) : Agent Marcy Carruthers
- 2003 : Angel : Lacey Shepard
- 2005 : New York 911 (Third Watch) : Nikki
- 2005 : La force du destin (All My Children) : Lois
- 2005 : Haine et Passions (Guiding Light) : Une avocate
- 2010 : Les experts : Miami (CSI : Miami) : Stacy Garrett
- 2010 : 24 Heures chrono (24) : Kristen Smith
- 2010 : The Deep End (en) : Jennifer Huttchins
- 2011 : Ringer : Dr Anabel Morris
- 2011 : Love Bites : Krista
- 2011 : Lie to Me : Jill Ottinger, l'avocate du procureur
- 2011 - 2012 : Sons of Anarchy : Rita Roosevelt
- 2012 : Esprits criminels (Criminal Minds) : Agent Lynn Brooks
- 2012 - 2013 : The Newsroom : Maria Guerrero
- 2013 : Nikita : Zoe
- 2014 : Star-Crossed : Vega
- 2014 : Stalker : Dean Lisa Miner
- 2014 : NCIS : Los Angeles : Officier Nicole Borders, CIA
- 2014 : Mentalist (The Mentalist) : Lydia Faulk
- 2014 : Drop Dead Diva : Nadine Comer
- 2015 : Suits, avocats sur mesure (Suits) : Leah
- 2015 : Rosewood : Charlotte
- 2015 : Perception : Robyn Sherman
- 2015 - 2016 : Night Shift (The Night Shift) : Gwenn Gaskin
- 2016 - 2020 : Greenleaf : Grace Greenleaf
- 2018 : Murphy Brown : Diana Macomber
- 2020 : The Flight Attendant : Agent Kim Hammond
- 2021 - 2023 : Truth Be Told : Le Poison de la vérité (Truth Be Told) : Zarina Killebrew
- 2022 - 2023 : Grey's Anatomy : Station 19 : Natacha Ross
- 2023 : The Last of Us : Marlene
- 2023 : Alice et la pâtisserie des merveilles (Alice's Wonderland Bakery) : Silver Queen (voix)

#### Téléfilms
- 2003 : The Edge de Matthew Carnahan : Agent Angela Wells
- 2007 : I'm Paige Wilson de Rod Lurie : Gloria
- 2010 : Matadors de Yves Simoneau : Brooke Comas
- 2013 : Company Town de Taylor Hackford : Louise

### Jeux vidéos
- 2004 : Half-Life 2 : Alyx Vance (voix)
- 2006 : Half-Life 2: Episode One : Alyx Vance (voix)
- 2007 : Half-Life 2: Episode Two : Alyx Vance (voix)
- 2013 : The Last of Us : Marlene (voix)
- 2013 : Dota 2 : Une commandante / Winter Wyvern (voix)
- 2015 : Everybody's Gone to the Rapture : Kate Collins (voix)
- 2016 : Uncharted 4 : A Thief's End : Nonne / Evelyn (voix)
- 2020 : The Last of Us Part II : Marlene (voix)
- 2021 : Hitman 3 : Une civile (voix)
- 2023 : Stray Gods: The Roleplaying Musical : Aphrodite (voix)